# Candipari
Candipari is een bestuurslaag in het regentschap Sidoarjo van de provincie Oost-Java, Indonesië. Candipari telt 3882 inwoners (volkstelling 2010).